# Xanthoparmelia ianthina
Xanthoparmelia ianthina är en lavart som beskrevs av Brusse. Xanthoparmelia ianthina ingår i släktet Xanthoparmelia och familjen Parmeliaceae.   Inga underarter finns listade i Catalogue of Life.